# Negroponte ostroma (1470)
Negroponte ostroma 1470. június 15-én kezdődött és július 12-én fejeződött be, amikor a város velencei és görög védői megadták magukat II. Mehmed oszmán szultán hadainak. A török katonák minden felnőtt férfit meggyilkoltak, a nőket és gyerekeket elhurcolták rabszolgának. A Velencei Köztársaság és szövetségesei felmentő flottát küldtek a szigethez, de annak parancsnoka megijedt a török erőket látva, és visszafordult erősítéséért.

## Előzmények
Negroponte a mai Halkída elődje volt, a Velencei Köztársaság a 12. században létesített ott kereskedelmi állomást. Az Oszmán Birodalom 1453-ban elfoglalta Konstantinápolyt, és ezzel teljesen megváltoztak az erőviszonyok a Földközi-tenger keleti medencéjében. A keresztény kereskedőállamok, elsősorban a Genovai Köztársaság és Velence, szerződéseket kötöttek a törökökkel, amelyek értelmében megtarthatták gyarmataikat, de fizetniük kellett a békéért. Negroponte az egyik legfontosabb ilyen állomás volt, amelyet Mehmed annak ellenére támadott meg, hogy a békeszerződés érvényben volt. Negroponte nemcsak kereskedelmi állomás, hanem fontos katonai bázis is volt, ahonnan a velenceiek a törököket fenyegethették.

## Török előkészületek
1470. február 14-én egy híoszi kereskedő, Piero Dolfin azt írta egy levélben, hogy az oszmán hadsereg Negroponte ellen készülődik. 
A török flotta parancsnoka, a kapudán pasa a koszovói születésű Mahmud, Gallipoli szandzsákbégje volt, aki a telet felkészüléssel, toborzással töltötte. A török flotta 1470. június 3-án hajózott ki. A hajóhad nagyságát nehéz megbecsülni, a korabeli források egymást felülmúló adatokkal szolgálnakː a létszámot 20 és 60 ezer közé teszik, a hajókét 280 és 350 közé.
A had menet közben több kisebb erődítményt megtámadott. Június 5-én a törökök elfoglalták Imbrosz várát, majd 8-án megindították a limnoszi Paliocastro ostromát, de öt nap múlva, miután ellenséges hajókat fedeztek fel, eredménytelenül továbbindultak. Szkíroszt június 13-án érték el. Az erődítménybe nem jutottak be, de a várost felégették. Giacomo Pugliese barát szerint a flotta másnap tűnt fel a szigetet a szárazföldtől elválasztó Euriposz-szorosban, majd 15-én megjelent az erődítmény előtti vizeken.
Mahmud Pasa parancsot adott egy hajókból álló pontonhíd megépítésére, amely a szárazföldet és a szigetet köti össze. Az állandó hidat a velenceiek már korábban lerombolták. Pugliese szerint öt nap alatt elkészült a pontonhíd, így június 20-án már használható volt. A hídon 42 nagy méretű bronzágyút szállítottak át a szigetre. Június 25-én, a támadás megkezdése előtt a pasa egy bizonyos Domenico Demunessit a védőkhöz küldött, és előnyös megadási feltételeket kínáltː tízévi adómentességet, kúriákat a nemeseknek, magas állásokat a szultáni udvarban a velencei hivatalnokoknak. A védők visszautasították az ajánlatokat, és a pasa megindította az ostromot.

## Az ostrom

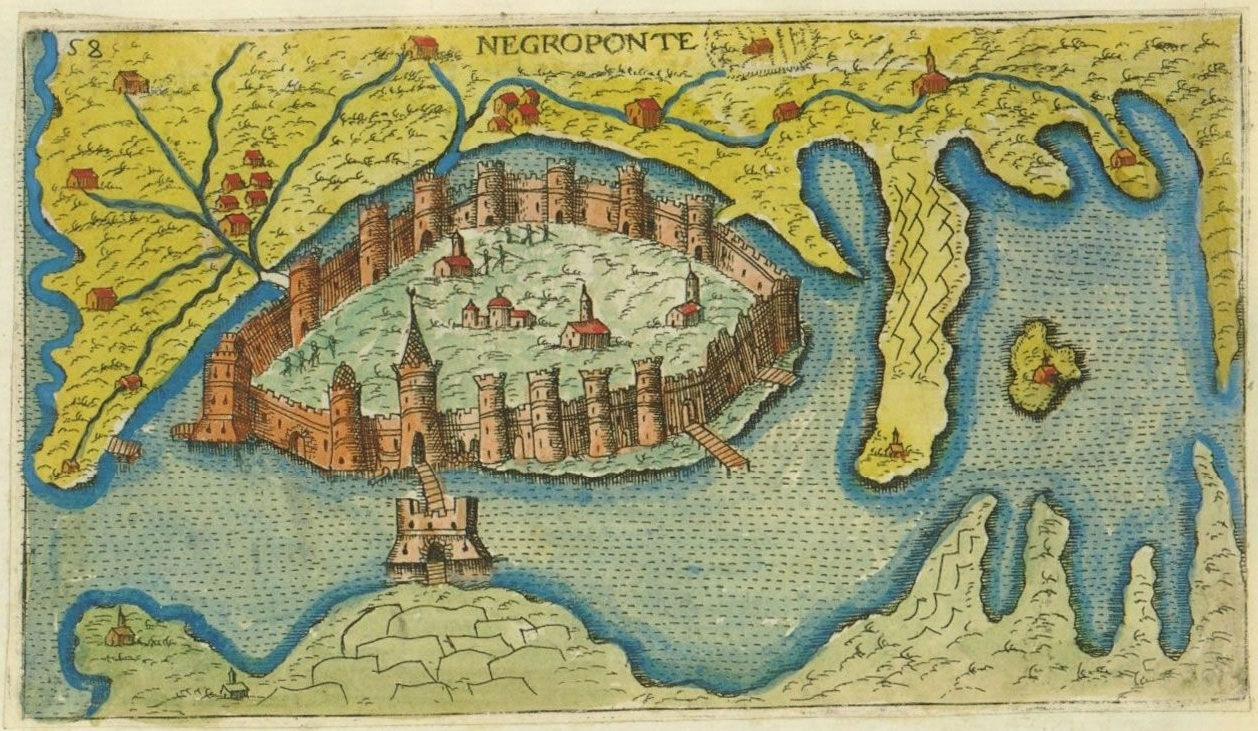
A város korabeli ábrázolása

A pasa a tenger felőli oldalról kezdte bombázni az erődítményt, és az állandó ágyúzásnak köszönhetően a védművek helyenként beszakadtak, beomlottak, de sem az állandó bombázás, sem a rohamok nem vezettek eredményre. Turszun bég feljegyzései szerint a vezírek azt javasolták II. Mehmednek, hogy vonuljanak vissza, mert lehetetlennek tartották egy olyan erős vár, mint Negroponte elfoglalását. A szultán és Mahmud pasa nem értett egyet velük, így az ágyúzás és a rohamok folytatódtak. A legendák szerint egy áruló kapitány, Tomasso Schiavo megpróbálta kinyitni a várkaput a törökök előtt, de a védők megölték, majd a gyanútlan oszmánokat halálos csapdába csalták.
Július 11-én a partoktól alig öt kilométerre feltűnt a velencei flotta, ami nagy riadalmat keltett a törökök között. Turszun azt írta, hogy a visszavonulást pártoló vezírek Mahmud ellen fordultak, és rágalmazni kezdték. A pasa engedélyt kért a szultántól, hogy megindítsa a gyalogosok végső rohamát a szétlőtt erődfal ellen. A város július 12-én elesett, a felnőtt férfiakat a törökök megölték, a nőket és gyerekeket elhurcoltál rabszolgának, a velencei hivatalnokok családját lemészárolták. Egyes források szerint Paolo Erizzo kormányzót a derekánál kettéfűrészelték. A leírásokból ma már nem lehet pontosan megállapítani, hogyan esett el a város, de úgy tűnik, hogy a pasa kulcsszerepet játszott Negroponte megszerzésében.

## A felmentő flotta kudarca
A 45 gályából és hét szállítóhajóból álló velencei flotta parancsnoka Nicolò da Canale volt. Amikor meglátta, hogy mennyi török gyűlt össze a szigeten és mennyi hajó van a tengeren, nem mert támadni, és visszafordult. Velencei bírálói azt vetették Canale szemére, hogy nem támadta meg a pontonhidat. Hibája miatt örökre száműzték Velencéből. A Jeruzsálemi Szent János Ispotályos Lovagrend két gályát adott a flottába.
Az ostrom befejezése után Mahmud pasa visszaindult a flottával Gallipoliba. A velencei hajók megpróbálták megakadályozni, hogy a törökök visszajussanak kikötőjükbe, de nem sikerült. „Azt mondják, a pasa, amikor látta, hogy a keresztény flotta békésen visszafordul, nevetve kijelentette, a velenceiek úgy bántak vele, mint egy jó baráttal, és azért, hogy betartsák az udvariassági szabályokat, otthonukból hazáig kísérték” – jegyezte fel a kortárs, Guillet de Saint Georges.

## Emlékezete
Az 1470-es ostromról és a velenceiek bátor helytállásáról Gioachino Rossini II. Mohamed (Maometto II) címmel operát írt, amelynek ősbemutatója 1820. december 3-án volt Nápolyban.